# Palinura
Palinura era uma antiga infraordem de crustáceos da subordem Pleocyemata (os decápodes cujas fêmeas incubam os ovos entre os pleópodes) estabelecida por Pierre André Latreille (1802). Agrupava os crustáceos decápodes pleociemados que se caracterizam por ter o pereion ligeiramente deprimido e anguloso. São organismos bentónicos, alguns dos quais, como as lagostas espinhosas e as sapateiras, com interesse económico.

## Taxonomia
A infraordem Palinura incluía as seguintes famílias de lagostas:
- super-família Eryonoidea De Haan, 1841
  - família Eryonidae De Haan, 1841
  - família Polychelidae Wood-Mason, 1874
- super-família Palinuroidea Latreille, 1802
  - família Palinuridae Latreille, 1802
  - família Scyllaridae Latreille, 1825
  - família Synaxidae Bate, 1881

Apesar de considerada parafilética e de fraca relevância taxonómica, esta infraordem é ainda amplamente referida na literatura..
Em 1995, Scholtz e Richter propuseram a sua substituição pelas infraordens Achelata e Polychelida, onde a primeira agrupa as lagostas sem quelas nas pernas e a segunda os animais com pequenas quelas em todas ou quase todas as pernas. Um estudo filogenético recente corrobora aquela proposta, acrescentando que a família Synaxidae deve ser considerada um sinónimo de Palinuridae. Outros autores aceitam a infraordem Achelata em conjunto com a antiga superfamília Eryonoidea..

## Descrição
O agrupamento taxonómico Palinura inclui as lagostas e lagostas-sapateiras, sendo que todas as espécies desta infraordem são marinhas e encontradas numa variedade de habitats em todas as regiões tropicais e subtropicais dos oceanos. A sua morfologia inclui abdómen achatado, leque caudal, carapaça cilíndrica ou deprimida dorso-ventralmente. O número de pereópodes quelados varia, podendo ser os primeiros quatro pares, apenas o último ou até nenhum.
Muitas espécies deste grupo produzem som por atrito fazendo uso de um apêndice designado por plectro situado na base da antena e que é raspado contra uma superfície áspera situada na cabeça.